# 악튜러스 연대표
다음은 게임 악튜러스의 줄거리를 담은 연대표이다.

## 서기
| 2022년 | 엘리자베스 V.S.C.S 제 4구역에서 폭동이 일어난다. 엘리자베스 V.S.C.S 제 3구역에서도 폭동이 일어났지만 4000 마리 인형을 써서 막아 낸다. 이재숙이 이현기가 몰래 엘리자베스의 피오나에게 접속하던 것을 알게 된다. 이현기가 피오나에게 대리인을 내려 보냈지만 곧 사람들에게 죽는다. 이재숙이 이현기 일을 상부에 알리고 곧 언론에 퍼진다. 엘리자베스 엔진이 멈춘다. |
| 2024년 | 이현기가 가이아 이론을 발표한다. 이현기가 이재숙을 시켜 자기 뇌를 엘리자베스에 이식하게 한다. |
| 2028년 | 사도들이 나타나 에덴을 부수기 시작한다. 에덴 사람들이 deicider를 써서 사도를 죽이려 하지만 사도와 함께 대륙 절반과 인구 2/3까지 죽는다. D.S.E.F이 엘리자베스가 시킨 대로 죽은 사도한테서 나온 달란트를 셀린에게 이식한다. 구세절멸. |
| 2029년 | 방주(악튜러스)에 탈 사람들을 모으기 시작한다. 자라투슈트라가 사람들 부탁으로 악마를 불러내 사도를 물리치게 한다. |

## 신세기력
| 1년(원년) | 현시자 자라투슈트라가 '에덴'에서 신대륙 '바렌시아'로 사람들을 이끈다.                                    |
| 171년 경  | 반 세뉴왕이 달란트를 찾아낸다.                                                                           |
| 1152년    | 부족국가 통치자였던 티타쿠니스칸이 스스로 신의 후계자라 하면서 황금사원을 세운다.                        |
| 1253년    | 전국시대가 시작된다. 팔 페트라르카는 제국과 전쟁을 시작한다.                                             |
| 1255년    | 7인 공화국 건국위원회가 '공화국'을 세운다(초대 대통령:아케나톤). 도시 서머너 이름이 앙스베르스로 바뀐다. |
| 1259년    | 전국시대가 끝난다. 신세기력이 끝난다. 제국력 원년.                                                       |

## 제국력
| 1년(원년) |                                                                                          | 팔 페트라르카가 '아시리아 제국'을 세운다(황제:팔 페트라르카). |
| 4년       |                                                                                          | 대통령 초성임기가 끝난 아케나톤이 재임한다. |
| 12년      |                                                                                          | 다시 아케나톤의 임기가 끝나면서 공화국에서 내전이 시작된다. |
| 15년      |                                                                                          | 공화국 내전이 끝난다. 육노인은 아케나톤을 발켄드발드 성에 가두어 굶겨 죽인다 |
| 35년      |                                                                                          | 팔 페트라르카가 제국 수도로 삼을 콘스텔라리움을 짓기 시작한다. |
| 44년      |                                                                                          | 제국 수도 콘스텔라리움을 다 짓는다. 40년 전쟁이 일어난다. |
| 54년      |                                                                                          | 40년 전쟁이 끝난다. 팔 페트라르카 황제가 죽는다. |
| 56년      |                                                                                          | 에스테뉴 툐달 공업단지를 중심으로 과학혁명운동이 일어난다. |
| 56년      | 1월 25일                                                                                 | 육노인이 고대인의 방주에서 엘리자베스와 만난다. |
| 412년     |                                                                                          | 리가시 국왕이 죽는다. 제국은 리가시한테 자식이 없다며 그때 교회의 수장이던 요크를 왕국 국왕으로 세운다. 왕국에게 칭신을 강요하던 제국이 왕국에게 우민화 정책을 편다. 왕국의 후조시대가 시작한다. |
| 651년     | 7월 6일                                                                                  | 육노인 가운데 한명(괴노인)이 혼자서 엘리자베스와 만난다. |
| 678년     |                                                                                          | 라크리모사 탄광촌이 생겨난다. |
| 688년     | 4월 9일                                                                                  | 육노인이 고대인의 방주에서 다시 엘리자베스와 만난다. 엘리자베스가 육노인을 시켜 셀린의 몸을 복제하고 그곳에 이현기의 뇌를 이식한다. |
| 695년     |                                                                                          | 스카리옷 황태자가 죽는다. |
| 698년     |                                                                                          | 앙스베르스에 무기점이 생긴다. |
| 699년     |                                                                                          | 카를 페트라르카가 태어난다(추정). |
| 702년     |                                                                                          | 제국 알부르크 황제가 죽고 둘째 아들 아스테라가 황제가 된다. 리브 크리스틴이 국혼을 치러 제국 황후가 된다. |
| 710년     |                                                                                          | 아스테라 황제에게 동성파가 반란을 일으켜 황제의 종친인 레이를 옹립하려 한다는 상소가 올라온다. 서림파의 군인들이 레이의 집을 뒤져 독약이 든 찻가루와 황제폐하께 진상한다는 메모를 찾아낸다. 황제는 동성파의 세력들을 숙청하고 레이의 가족 얀델과 카를 들을 카이에른 섬으로 유배한다. 앙스베르스에 주점이 생긴다. |
| 712년     |                                                                                          | 서림파는 카이에른 섬에 있는 얀델이 동성파 세력을 모으고 있으니 숙청해야 한다고 주청하여 동성파의 잔당들과 얀델을 죽게 만든다(카를만 혼자 남게 된다). |
| 714년     |                                                                                          | 엠펜저 람스타인이 1차 반정을 한다. |
| 722년     |                                                                                          | 엠펜저 람스타인이 2차 반정을 한다. 센크라드가 왕립 기사단을 이끌고 디모데 대성당에서 엠펜저에 맞서 왕국을 지켜낸다. |
| 722년     | 11월 1일                                                                                 | 엠펜저가 라그니 마을 동굴로 도망쳐 온다. 데릭 플레어가 센크라드한테 라그니 마을 동굴로 가는 길을 가르쳐 주고, 센크라드는 엠펜저와 싸워 이긴다. 엠펜저와 싸우느라 다친 센크라드는 데릭 플레어와 쉐라 플레어에게 치료를 받는다. 엠펜저가 데리고 있던 아이는 데릭 플레어와 쉐라 플레어 부부가 키우기로 하고, 시즈 플레어라는 이름을 지어 준다. 엠펜저는 나중에 마녀와 계약을 맺고 다시 살아난다. |
| 723년     |                                                                                          | 비요른 륭스트롬이 바렌시아 정교의 추기경이 된다. |
| 724년     | 1월 14일                                                                                 | 아스테라 황제가 죽는다. |
| 724년     | 1월 16일                                                                                 | 빌라델비아의 축제가 시작된다. 서림파가 태황후에게 페트라르카를 새 황제로 즉위하게 하는 칙서를 쓰게 한다. 슴 엔터테이먼트의 X.E.S(x, ela, sara)가 빌라델비아에서 공연을 한다. 카를과 바이올렛이 나자렛 언약의 나무 밑에서 만나 마을에서 수제 장신구를 팔러 다닌다. 버틀러가 카를한테 군인들이 돌아다닌다고 알려 주어 카를은 도망치려 하지만 바로 잡히고 황제로 즉위해 달라는 부탁을 받아들여 제위에 오른다. |
| 727년     |                                                                                          | 하급 관리 노바우텐이 비행하자 카를이 직접 관직을 파하고 변방으로 쫓아낸다. 콘스텔라리움에서 정무회의가 열린다(참석자는 카를과 다섯 명). 정무회의 결정사항으로 태황후(리브 크리스틴)가 신분을 뺏기고 황궁에서 내쫓겨 나간다. |
| 729년     |                                                                                          | 오성왕이 다인에게 충성을 맹세하고 동성파의 잔당들이 다인 페트라르카를 앞세워 반정을 일으킨다(동성파의 난). 반정세력들이 병력을 이끌고 다인을 새 황제로 옹립하러 콘스텔라리움으로 모인다. 다인은 황제가 되자 카이에른 섬에 있는 바이올렛과 그 어머니를 처형하라 한다. 카를과 트리스탄은 이것을 모르고서 쿠데타를 피해 빌라델비아로 가려다 말고 바이올렛을 보러 카이에른 섬으로 가서 그만 죽은 바이올렛과 어머니를 만나게 된다. 곧 숨어 있던 제국군 세 명이 나오지만 트리스탄이 막는 사이에 카를은 버틀러 사촌뻘 되는 더크가 산다는 게르나 고원으로 달아나 숨는다. 빌라델비아에 제국에서 온 듯한 사람 둘이 나타나 카를의 죄를 알리며 주민들을 선동한다. 버틀러와 더크가 카를은 도시에서 살다가 병에 걸려 잠시 요양차 게르나 고원으로 온 사람이라고 소문을 낸다. 카를이 마을사람들한테 재수 없는 사람이라는 뜻으로 텐지라는 별명을 얻는다. 브리즈는 텐지에게 창법을 배우는게 어떻겠냐고 하고 텐지는 곧 더크에게 단씨의 단가창법을 전수받기 시작한다. |
| 730년     |                                                                                          | 비요른 륭스트롬이 왕국 왕을 집어 삼키고 왕이 신병으로 앓아누워 디모데성의 지하에서 치료 받고 있다는 소문을 퍼트린다. |
| 731년     | 4월 13일                                                                                 | 월간 어드벤쳐에서 책 '마법사 인문 - 기초편·중급편·고급편'을 등록한다(등록번호/제 10-912호). |
| 732년     |                                                                                          | 비요른 륭스트롬이 시즈를 교회로 데려가려 하는 것을 쉐라 플레어가 막는데, 비요른은 쉐라 플레어를 죽인다. |
| 735년     |                                                                                          | 공화국과 제국에서 '엘하이브 전쟁'이 일어난다. 카자마의 아내가 죽는다. |
| 736년     |                                                                                          | 크리스챤 슐츠가 라크리모사에서 살기 시작한다. |
| 736년     | 4월                                                                                      | '엘하이브 전쟁'이 휴전 상태로 들어선다. |
| 737년     |                                                                                          | 하인베르그 저택 하녀 에레나가 레이그란츠에게 홍차를 내가다가 홍차가 뜨겁다며 무슨 일을 당한 듯 하다(게임에 나오지 않는다). |
| 737년     | 10월 12일                                                                                | 마티얀슨 비얀슨이 자신이 법인류라는 사실을 알게 된다. |
| 737년     | 11월 2일                                                                                 | 마티얀슨 비얀슨의 형이 죽는다. |
| 738년     | 5월                                                                                      | 크리스챤 슐츠가 라크리모사 주민들을 선동하려 하다가 실패하니까 마을을 나가고 무사들을 데려와서는 주민들을 폐광에 가둔다. |
| 738년     | 6월                                                                                      | 크리스챤 슐츠 들이 라크리모사에서 자취를 감춘다. |
| 738년     | 9월                                                                                      | 가나의 탑이 무너진다. |
| 738년     | 9월 9일                                                                                  | 데릭 플레어가 도박에서 돈을 잃는다. [데릭 플레어가 게임에 처음으로 나옴] 데릭 플레어는 시즈 플레어에게 밀린 무기와 도구 값을 받아 오라는 심부름을 시킨다. [시즈 플레어 게임에 처음으로 나옴] 브랜든이 과물과 싸우다가 다리를 다친다(아내는 고슴도치와 싸우다가 돌부리에 걸려 다쳤을 거라고 한다). 라그니 마을에 온 검은 옷의 용사가 '자신의 과거를 모두 지울 수 있는 약속의 땅'으로 떠난다. 점쟁이 안나가 검은 옷의 용사를 따라 '자신의 과거를 모두 지울 수 있는 약속의 땅'로 가려고 마음 먹는다. 마리아가 시즈의 도구점으로 놀러 온다. [마리아 케이츠 게임에 처음으로 나옴] 교회가 데릭 플레어가 가지고 있던 언덕 위의 땅을 갖겠다는 선고를 내린다. 시즈와 마리아가 쉐라 플레어의 묘지 앞에서 섬을 나오기로 한다. |
| 738년     | 9월 10일                                                                                 | 시즈와 마리아가 집을 나가 배를 타고 타이니로 가 호텔 배럭에 방을 얻는다. 시즈와 마리아가 직업소개소에서 로저스의 퀵서비스를 소개 받고 그 곳에서 아르바이트 자리를 얻어 일을 한다. 시즈는 아르바이트를 열심히 하지만 [연대표 보충이 필요] 마리아는 오히려 배달해야 할 것을 가로챈다. 타이니 주교가 헌금을 많이 모으지 못 하자 비요른이 그를 바아라로 압송하여 처형하라 명령한다. [비요른 륭스트롬 게임에 처음으로 나옴] 마리아가 시즈에게 돌을 던지려다 셀린을 맞히지만 셀린은 시즈의 바제랄드를 알아 보고 그냥 놓아 준다. [셀린 게임에 처음으로 나옴] 마리아가 호텔 배럭에서 시즈를 묶어 때리고 된장을 먹이며 화풀이를 한다. |
| 738년     | 9월 11일                                                                                 | 왕국 궁전 제 4 마도사가 타이니 호텔 배럭에 묶고 있던 시즈와 마리아를 아르세스 자매로 착각하고 관원들을 이끌어 덮친다. 어찌하다가 시즈가 마도사를 죽이고 시즈와 마리아는 산 언저리까지 달아난다. 이때 마침 트랑퀼리에서 이상한 조짐을 느낀 아이스파인이 텔리포트로 시즈와 마리아를 트랑퀼리까지 데려 온다.[엠펜져 람스타인 게임에 처음으로 나옴] 마리아는 아이스파인에게 여러 사정들을 이야기해 준다. |
| 738년     | 9월 12일                                                                                 | 시즈가 자신의 팔에 이상한 문양이 생긴 것을 본다. 아이스파인이 시즈와 마리아에게 마법과 검술을 가르쳐 주기로 한다. 마리아가 악몽을 꾸고 잠에서 깨어나 돌아다니다가 아이스파인이 누군가와 이야기하고 있는 걸 듣게 되지만 곧 들키고 혼난다. |
| 738년     | 9월 13일                                                                                 | 시즈와 마리아가 트랑퀼리에서 수련을 시작한다. 슈가 창고에서 일을 하다가 정신을 잃고 갇히고, 정신을 차리자마자 다시 기절, 갇히지만 나중에 풀려난다. 레이그란츠는 슈를 위 아래로 훑어보면서 힐끗 웃는다. |
| 738년     | 9월 14일                                                                                 | 전쟁기념관 파티장에서 엘류어드와 허스·그란츠가 시비 붙는다. [엘류어드 본 하인베르그 게임에 처음으로 나옴] 엘류어드의 백부가 엘류어드를 수상관저로 불러 달란트를 모아 달라고 부탁을 한다. [알브레히트 본 하인베르그, 가일 마로비츠 게임에 처음으로 나옴] 알브레히트가 육노인에게 보고를 한다. 하인베르그 저택에 불이 나고, 엘류어드가 저택에서 빠져 나오지 못한 슈를 구하고 정신을 잃는다. 저택 불은 저택의 하인들이 힘을 모아 끈다[슈 게임 내 첫 등장] 엘류어드가 여관에서 정신을 차리고 나오다가 레이그란츠를 만난다. 엘류어드가 하인베르그 저택을 나와 달란트를 찾으러 떠나고 하인베르그 저택 하녀들은 이 모습을 본다. 슈는 엘류어드를 몰래 따라가기로 한다. 허스와 그란츠가 메르헴으로 가던 엘류어드한테 달려들었지만 진다. 엘류어드가 국경건문소 통행 금지에 걸려 메르헴 여관에서 하루 묶어 가기로 한다. 늦은 밤에 아르세스 자매가 엘류어드에게 도둑질을 하려 한다. [아르세스 자매 게임에 처음으로 나옴] 슈가 엘류어드에게 자기도 같이 가게 해 달라고 하지만 엘류어드가 거절한다. |
| 738년     | 9월 15일                                                                                 | 엘류어드가 메르헴에 슈를 남겨 두고 혼자 마르튀니로 떠나고, 슈는 엘류어드가 남기고 간 편지를 읽는다. |
| 738년     | 9월 16일                                                                                 | 915 음료 판매 수량 500만개 돌파 기념 첫날 행사 : 무료시식회. 아이스파인이 트랑퀼리를 떠나는 걸로 갑작스럽게 시즈와 마리아의 수련이 끝나고 그들은 곧 마르튀니로 간다. 노바우텐이 황제(다인)의 칙명으로 게르나 고원으로 달란트를 찾으러 와서 마을 사람들을 광장으로 불러 들이다가 카를을 보고 제국군을 시켜 잡으려 하지만 텐지는 마르튀니로 튄다. 시즈와 마리아가 마르튀니에 오고 마리아는 시즈에게 음료수를 사오라고 시킨다. 텐지가 마침 음료수를 찾지 못 하고 있던 시즈를 납치한다. [카를 페트라르카 게임에 처음으로 나옴] 마리아, 텐지와 지나가던 엘류어드가 제국군들을 물리친다. 엘류어드는 마르튀니의 주점을 빌려 그 곳에서 마리아, 텐지, 시즈와 함께 각자의 목적을 이루려고 같이 다니기로 한다. |
| 738년     | 9월 17일                                                                                 | 915 음료의 판매수량 500만개 돌파 기념 둘째날 행사 : 복권식 추첨. |
| 738년     | 9월 A                                                                                    | 베르가모에서 시즈가 어항을 깨트린 아이를 마법으로 도와주려 하지만 실패하고 곧 법인류를 보러 온 마을 사람들은 시즈 들을 동부 사람이라며 헐뜯는다. |
| 738년     | 9월 A(보름날)                                                                            | 시즈 들이 발켄드발스 고성에 들어 와 감옥에 갇힌 처녀들을 구해낸다. 발켄드발스에서 비얀슨은 달란트와 처녀의 피를 써서 아케나톤을 소환하지만 아케나톤은 비얀슨이 깝죽댄다 하여 죽인다. 시즈 들이 아케나톤과 싸워 이긴 듯 했지만 아케나톤은 멀쩡하여 다시 싸우려 한다. 그때 셀린이 나타나 은화살로 아케나톤을 제대로 죽인다.셀린이 피를 토하지만 바로 달아난다. 시즈 들이 아케나톤에게서 나온 달란트를 얻는다. |
| 738년     | 9월 A+1                                                                                  | 시즈 들이 베르가모 여관에서 숙박한다. |
| 738년     | 9월 B                                                                                    | 시즈 들이 타이니 앞 숲에서 셀린과 다시 만나고, 셀린은 백업 CD를 파는 왕국기사단이 있다며 같이 해치운다. 셀린은 왕국기사단장한테 신분증을 빼앗아 타이니로 먼저 들어간다. 시즈 들은 셀린과 마을에서 다시 만나고 같이 거북섬으로 가기로 한다. 시즈 들이 배를 타고 거북섬으로 가지만 거북섬이라고 알고 있던 일등자라가 갑자기 깨어나 셀린을 집어 삼키고 시즈는 셀린을 따라 일등자라 뱃속으로 들어 간다. 하지만 일등자라가 폭발하여 둘은 살아나왔고 같이 나온 달란트도 얻는다. 크로이체르가 시즈 들을 습격하였으나 실패한다. [위스텐 크로이체르 게임에 처음으로 나옴] |
| 738년     | 9월 B                                                                                    | 시즈 들이 타이니의 호텔에서 묵는다. 마리아가 생리통 때문에 고생한다. 시즈는 이맘때에 셀린이 피를 토하는 걸 떠올린다(보름날?). 허스와 그란츠가 엘류어드를 죽이려고 타이니 호텔에 가려다가 말고 길가에 있던 마리아에게 치근거리다가 죽는다. 마리아는 보석을 떨어트려 둘이 싸우다 죽은 것처럼 보이게 한다. 엘류어드는 이 모습을 보았지만 그냥 넘겨 버린다. |
| 738년     | 9월 B+1                                                                                  | 시즈 들이 타이니 호텔 주인한테 허스와 그란츠가 죽었다는 이야기를 듣는다. |
| 738년     | 9월 C-?                                                                                  | 누이크 그나흐쳐가 바아라에서 한 집을 턴다. |
| 738년     | 9월 C                                                                                    | 시즈 들이 사데 여관에서 묵는다. 마리아가 엘류어드에게 치근거리다가 얻어 맞고 또 방에 있던 가구들로 방 한가운데에 바리게이트를 친다(그렇게까지 했지만 엘류어드는 마리아가 자면서 내는 소리 때문에 잠을 설친다) 아르세스 자매가 시즈 들의 방에 몰래 들어와 달란트를 훔쳐 나오고 있었는데 갑자기 들이닥친 도적단이 피치를 납치해 간다. 누이크 그나흐쳐가 도둑맞은 집 바로 건너편 집의 부인이 집을 비운 잠깐 사이에 집을 턴다(돈, 집문서, 땅문서 들). |
| 738년     | 9월 C+1                                                                                  | 엘류어드가 마리아 때문에 잠을 설친 것 때문에 박카스 20병(환산=>2박스)을 마시지만 회복에 실패한다.시즈 들이 도적단의 소문을 듣고 베리아반도로 간다. |
| 738년     | 9월 C+1                                                                                  | 도적단이 피치를 엘리자베스에게 재물로 바치려 했지만 시즈 들이 나타나 도적단을 해치우고, 두목 스티안 아쉬타드는 알몸으로 묶인다. 시즈일행이 사데로 돌아와서 처녀들은 이미 모두 죽었다고 알린다. 그노이 에스마이크가 누이크 그나흐쳐에게 도둑 맞은 집에서 화를 낸다. |
| 738년     | 9월 C+2                                                                                  | 누이크 그나흐쳐가 타이거 마스크를 쓰고 사데의 고아원을 방문한다. |
| 738년     | 9월 C+3                                                                                  | 그노이 에스마이크가 누이크 그나흐쳐를 잡아간다. |
| 738년     | 9월 D                                                                                    | 돔이 아비터스 헤티리지의 습격을 받지만 시즈 들이 그들을 무찌르고 대장 부하에게 물어 이 습격이 앙스베르스로 짐을 운송하는 마차를 털기 위한 연막 작전이었다는 사실을 알아 낸다. 앙스베르스로 달란트를 운송하던 운송업자(브뤼냐르 트리스탄)한테 아비터스 헤티리지가 달려 들지만 시즈 들이 나타나 물리친다. 시즈 들과 트리스탄은 숲에 불을 피우고 하루를 보내기로 하고, 텐지는 시즈 들한테 자신이 카를 페트라르카라는 것과 그 동안 겪은 여러 일들을 이야기해 준다. 시즈와 마리아는 텐지가 이야기하던 사이에 잠든다. 아르세스 자매가 술을 마시며 논 듯하다. |
| 738년     | 9월 D+1 (보름날)                                                                         | 앙스베르스의 여관이 내부 공사를 시작한다. 피터 콜맨과 제라드 마긴이 서로 치명적인 뜸과 침을 놓고 꼼짝 못하고 있다. 시즈 들과 트리스탄이 앙스베르스로 가고, 트리스탄은 시즈 들에게 자신이 운송하던 것이 앙스베르스의 대부호 그랑데 영감에게 가는 달란트라고 알려 준다. 트리스탄이 또 그랑데에게 달란트를 운송하던 도중 만난 도둑을 시즈 들이 물리쳤다고 얘기해 둔다. 시즈 들이 그랑데 저택으로 들어가다가 하녀한테 막히지만 엘류어드가 꾀어 넘기고 그랑데와 만난다. 시즈 들은 그랑데한테 달란트를 팔라고 하지만 그랑데는 트리스탄이 운송하던 것은 다른 짐을 옮기기 위한 연막 작전일 뿐이었다고 한다. 저택에서 나오던 엘류어드는 아까 그 하녀한테 저택 열쇠를 받아 낸다. 시즈 들이 앙스베르스 주점에서 해장하고 있던 아르세스자매와 만나고 그 날 밤 같이 그랑데 저택을 털기로 한다. 시즈 들이 묵으려던 앙스베르스 여관이 마침 공사를 하고 있어서 메르헴까지 산책하고 오기로 한다. 가던 길에 시즈 들은 피터 콜맨을 만나고 피치가 피터 콜맨에게 뜸을 배워서 치료한다. 피치는 뜸술이 쓸만하다고 생각하고 뜸술 책과 도구를 훔치고 헤어진다. 다시 가던 길에 시즈 들은 제라드 마긴을 만나고 캐럿이 제라드 마긴 침술을 배워서 치료한다. 캐럿은 보답으로 침술 책과 침을 받는다. 시즈 들은 앙스베르스 여관으로 돌아 와서 방을 잡고, 밤이 되자 그랑데 저택에 들어간다. 시즈 들은 달란트의 마성에 휩싸인 그랑데를 보고 쓰러트린다. 이때 마침 셀린이 나타나서 그랑데에게 일어난 일을 설명해 준다. 셀린은 나오다가 또 피를 토한다. |
| 738년     | 9월 D+2                                                                                  | 시즈 들이 그랑데 저택에 다시 찾아간다. 시즈 들이 아르세스 자매와 헤어 진다. |
| 738년     | 9월 E-?                                                                                  | 시즈 들이 돔 주점에서 라크리모사 폐광의 소문을 듣는다. |
| 738년     | 9월 E                                                                                    | 시즈 들이 라크리모사 폐광촌에 들어 가서 만난 한 할아버지에게 광산이 폐광이 된 사정을 들고, 곧 폐광에 들어 가서 마을사람들이 모두 죽었다는 걸 알아내고 크리스챤 슐츠를 만나 물리친다. 폐광이 무너지지만 피한다. |
| 738년     | 9월 27일                                                                                 | 시즈가 돔의 출판사에서 반나체로 잡지 표지 촬영을 한다. 시즈 들이 마르튀니에서 제국군을 이끌고 나온 크로이체르와 싸우지만 지나가던 아르세스 자매가 제국군에게 독을 써서 쉽게 물리친다. 아르세스 자매는 시즈일행에게 느부갓네살이 무엇인지를 알려 주고 같이 느부갓네살에 가지만 다시 제국군을 이끌고 나온 크로이체르에게 붙잡혀 마르튀니성 감옥에 갇힌다. 시즈와 마리아는 감옥 간수를 속여 감옥에서 나와 아르세스 자매를 감옥에서 꺼내주고, 텐지와 엘류어드도 간수를 해치우고 감옥에서 나온다. 시즈 들이 성에서 빠져 나오는 중에 또 다시 크로이체르와 제국군들을 만난다. 하지만 이번에는 셀린이 와서 크로이체르와 제국군들을 물러나게 한다. |
| 738년     | 9월 27일                                                                                 | 시즈 들이 메르헴 여관에서 묵는다. |
| 738년     | 9월 27일                                                                                 | 시즈가 밤에 바람을 쐬러 나왔다가 셀린을 만나 얘기를 하고, 나머지 사람들은 시즈의 뒤를 밟아 엿듣는다. |
| 738년     | 9월 28일                                                                                 | 시즈 들이 느부갓네살에 가다가 다시 셀린과 만난다. 그런데 아르세스 자매가 셀린을 베리아 반도에서 도적단을 통솔하던 자라고 하고, 셀린은 시즈에게 자신의 쌍둥이 언니가 있다고 알려 주고 돌아간다. 시즈 들이 느부갓네살에 들어가 엠펜저를 만난다. 엠펜저는 시즈 들을 물리치고 마법으로 시즈에게 셀린의 심장(달란트)을 꺼내게 한다. 느부갓네살이 무너진다. 시즈와 셀린이 돌 무더기에 깔리지만 시즈가 무너지는 돌을 막아 줘서 셀린은 다치지 않았다. 마리아와 엘류어드도 바위에 갇혀 엘류어드는 귀 한쪽이 떨어지고 얼굴도 상처투성이가 되다. 아르세스 자매와 텐지가 느부갓네살에서 나오다가 묘지의 문지기 스톤골렘과 만난다. 어째선지 골렘은 알아서 무너졌지만 캐럿이 돌무더기에서 텐지를 구하다가 눈을 다친다. 엘리자베스 바소리가 돔을 파괴한다. 이때 돔의 상징인 유브라데교도 같이 무너진다. 레이그란츠를 중심으로 한 쿠데타 세력이 공화정부를 휩쓸고, 쿠데타 세력은 쿠데타 비동조인사들을 구 여권 야권 막론하고 무자비하게 죽인다. 몇몇 정부군이 돔 동쪽 계단 앞에서 전쟁기념관과 수상관저를 지키려 하지만 결국 막지 못한다. 레이그란츠는 알브레히트를 두 팔이 잘리고 목이 매달아 죽는다. 슈는 쿠데타를 피해 숨어다니며 돔에서 빠져 나온다. 구 여권 정치인들과 베르가모, 디아디라 지방을 중심으로 하는 자크 드 모레이의 재야세력이 결탁하여 군정형태의 괴뢰정부(프리셀로나)를 조직한다. |
| 738년     | 카자마가 느부가넷살에서 기억을 잃은 셀린을 데려와 딸로 삼고 라일라라는 이름을 지어 준다. | |
| 738년     | 12월                                                                                     | 프리셀로나군에게 '정부군이 제국 쪽에 붙어서 엠펜저가 무언가 만들 시간을 벌려고 하고 있다'라는 익명의 투서가 들어온다. |
| 738년     | 12월 6일                                                                                 | 프리셀로나군 12명이 가디언과 싸우다가 밟혀 죽는다. |
| 738년     | 12월 10일                                                                                | 엘류어드가 디아디라에서 두 달 13일만에 정신을 차리고, 쟈크 드 모레이의 설득으로 프리셀로나의 기사직에 오른다. [쟈크 드 모레이 게임에 처음으로 나옴] |
| 날짜 모름 | 날짜 모름                                                                                | 나가쉬 아르세스가 황태자에게 은밀히 독을 먹이고는 황제가 쓰러졌을 때 솜씨를 보여 황태자의 병을 고쳐 놓는다. |
| 날짜 모름 | 날짜 모름                                                                                | 황태자 구출건으로 황후의 신임을 얻은 독약왕은 황후와 정을 통하고 그 와중에 걸리적거리던 자신의 아내를 죽인다. |
| 739년     | 2월 21일                                                                                 | 아이, 센크라드, 읠커슨 들이 느부갓네살 근처 동굴 앞에서 시즈를 잡는다. 그리트교도들은 병자들을 그부갓네살 근처 동굴로 옮기고 아이와 센크라드는 텔리포트를 써서 시즈를 트랑퀼리로 옮긴다. [아이 자라투슈트라 게임에 두 번째로 나옴] |
| 739년     | 아이가 트랑퀼리 옆 공터에서 시즈에게 바제랄드를 보여 주다가 시즈에게 바제랄드로 찔린다.  | |
| 739년     | 10월                                                                                     | 프리셀로나군이 정부군의 가디언에 대항하기 위해 만든 대체병기 M.A.R를 국산화 하는데 성공하고 디아디라 남서쪽 공업단지에서 M.A.R의 양산을 시작한다. |
| 739년     | 12월                                                                                     | 프리셀로나 북부지역 최방위선이 무너진다. 엘류어드가 이끄는 보병 1개 중대가 정부군 1개 대대를 상대로 싸워 이긴다. |
| 740년     | 1월                                                                                      | 이날로 아디라 남서쪽 공업단지의 M.A.R 생산량이 약 40대가 된다. |
| 740년     | 5월                                                                                      | 베르가모에 사는 꼬마 아이가 검은 옷을 입은 전사한테 오뜨클레르를 훔친다. |
| 740년     | 6월 10일                                                                                 | 디아디라에서 프리셀로나가 나아갈 방향을 토론하는 전체회의가 열린다. 회의엔 쟈크 드 모레이, 크로이체르, 엘류어드, 마리아, 작전처장, 1연대장, 잉그웨이, 정보처장, 기갑사단장, 군수차장, 슈가 들어온다. |
| 740년     | 6월 11일                                                                                 | 엘류어드가 이끄는 프리셀로나군이 공화국 수도 돔을 기습하여 아론 에밀을 생포한다. 엘류어드 들은 돌아오다가 바슈 파파로치를 중심으로 한 흑사 레인저의 기습을 받았으나 괴노인이 나타나 도와준다. 마리아가 감옥 간수 게이트와 샘에게 부탁하여 아론과 이야기를 한다. 엘류어드는 포로로 잡은 아론을 고문하다 폐인으로 만든다. |
| 740년     | 6월 12일                                                                                 | 프리셀로나군이 세테판 공업단지에서 가일 마로비츠를 처치하고 그곳에 갇혀 있던 피치 아르세스를 꺼내온다. 세테판 공업단지는 무너진다. 엘류어드가 심심해서 채찍으로 방에 있는 물건을 깨트리고 유리조각은 하녀가 치운다. |
| 740년     | 6월 13일                                                                                 | 바아라에서 '가을 대축제'가 시작된다. 센크라드가 아이와 시즈에게 시즈의 정체를 알려 주고는 곧 죽는다. 시즈와 아이는 트랑퀼리에 센크라드의 묘지를 만들어 준다. 시즈 들이 마르튀니 비밀집회 장소에서 신도들과 싸워 이긴다. 대장 오보린은 포광체를 써서 달아났지만 다른 신자를 잡아서 베어먼의 음모를 들은 시즈 들은 바아라로 간다. 바아라에서 사데로 가려면 신분증이 필요하다는 걸 알게 된 시즈 들이 디모데 캐시드럴에 들어 온다. 시즈와 아이는 디모데 캐시드럴에서 난동을 부리는 주민을 끌고 가려던 경비병 한스와 믹스를 막고, 시즈와 아이가 성당에 왔다는 걸 알게 된 비요른이 교구장을 시켜 데려오게 한다. 시즈와 아이는 변신한 비요른을 물리쳐 통행증을 얻고 사데로 간다. 시즈 들은 사데 비밀집회 장소에 있던 악셀 루디 펠을 무찌르고 공화국으로 간다. 프리셀로나군이 에스테뉴 툐달 공업단지에서 쿠스코 에밀을 잡아 죽인다. 프리셀로나군에게 '정부군의 대장 레이그란츠가 최신병기의 실험을 위해서 라크리모사 계곡에 직접 나와 있다'는 첩보가 들어 오고 에스테뉴 툐달 공업단지로 온 프리셀로나 1차 증원군이 본부에 온 첩보를 엘류어드 들한테 알려준다. 엘류어드와 피치는 라크리모사로 가보기로 하고 크로이체르는 에페소에 셀린과 닮은 사람이 있다는 얘길 듣고 에페소로 간다. 그 사이 레이그란츠가 에스테뉴 툐달에 정부군을 이끌고 와 남아 있던 마리아 붙잡고는 엘하이브 힐로 돌아간다. 엘류어드와 피치가 라크리모사에서 정부군의 가디언을 만나고 다시 에스테뉴 툐달로 돌아 간다. 에스테뉴 툐달에서 전멸당한 프리셀로나군을 발견한 엘류어드 들은 죽어가는 병사에게 레이그란츠가 습격해 왔다는 말을 듣고 마리아를 구하러 엘하이브언덕으로 간다. 베어먼은 아이가 공화국으로 넘어 왔다는 소식을 듣고 헥스 일당을 시켜 앙스베르스로 가는 길을 막게 하고 앙스베르스로 달아 난다. 시즈와 아이가 메르헴에서 이송 중인 죄수(마리아)를 발견하고 따라간다. 엘하이브 요새에서 레이그란츠는 마리아의 손에 못을 박아 벽에 매달아 놓는다. 엘하이브 요새를 치러 온 엘류어드와 피치, 시즈와 아이가 엘하이브 언덕에서 다시 만난다. 그들은 엘하이브의 결계를 풀려면 필요한 아베스타를 얻으러 베어먼을 추적하기로 하고 앙스베르스로 가던 길에 헥스 일당을 만나지만 헥스 일당은 순순히 투항한다. 아이는 헥스 들에게 엘하이브 요새에 걸려 있는 월 오브 슬리터를 풀기 위한 준비를 부탁한다. 앙스베르스로 가던 시즈 들을 베어먼의 친위대 아나콘다크가 다시 습격하지만 실패한다. 시즈 들은 기다리고 있던 베어먼을 해치우고 아베스타를 얻어 길을 막고 있던 가디언 넷을 해치우며 엘하이브로 돌아온다. 아이와 헥스 들이 엘하이브 요새에 걸려 있던 월 오브 슬리터의 주문을 풀고 시즈 들은 엘하이브 요새로 들어 와 레이그란츠를 만나 싸우고 레이그란츠는 엘류어드에게 죽는다. 시즈 들이 마리아를 치료하고 나오던 참에 한 명이 빠진 육노인의 습격을 받는다. 갑자기 나타난 괴노인이 육노인의 주술을 깨트릴 방법을 일러 주어 시즈 들은 그 다섯 노인을 해치운다. 그리고 시즈 들은 괴노인과 함께 디아디라로 돌아온다. 정부군이 레이그란츠이 죽었다는 소식을 듣고 항복해 온다. |
| 740년     | 6월 16일                                                                                 | 바아라에서 하던 '가을 대축제'가 끝난다. |
| 740년     | 6월 20일                                                                                 | 프리셀로나군 전체회의가 열리고, 엘류어드가 제국을 치고 프리셀로나군의 기갑기사단 정예들이 지원하기로 한다. 다인 페트라르카가 오성왕의 호위를 받으며 빌라델비아로 도망가려 한다. 그 소식을 들은 텐지가 콘스텔라리움으로 숨어 든다. 다인을 잡으려던 시즈 들이 오성왕 세 명과 싸우게 되고 다인은 뇌성귀의 호위를 받으며 빌라델비아로 달아난다. 하지만 다인은 콘스텔라리움 입구에서 숨어 있던 서림파의 부하들과 마주쳐서 뇌성귀 혼자 부하들을 상대하고 다인은 뇌성귀가 알려준 태황후의 집으로 달아난다. 텐지가 샤그라 마르크룬드에게 붙잡힐 뻔 하지만 시즈일행이 구해낸다. 시즈 들은 게르나 고원에서 캐럿과 텐지한테 이야기를 듣는다. 시즈 들이 콘스텔라리움 입구에서 서림파 신하들의 항복을 받는다. 엘류어드가 프리셀로나 기사직을 사임하고 이를 쟈크 드 모레이에게 알린다. 시즈 들이 콘스텔라리움을 거쳐 후문에서 크로이체르와 만나고, 피치는 독약왕을 찾기 위해 혼자 떨어져 나온다. 시즈 들이 에페소에 도착하여 셀린을 꼭 닮은 라일라를 찾아냈으나 라일라는 자신이 셀린이 아니라고 말한다. 구가브가 라일라를 납치했다가 시즈에게 호되게 당한다. 뇌성귀가 다인의 옷을 입힌 시체를 다인이라 증거로 내 세우며 투항한다. |
| 740년     | 6월 21일                                                                                 | 시즈와 아이가 셀린의 기억 봉인 중 일부를 풀고 셀린은 시즈 들과 같이 다니게 된다. 시즈 들이 콘스텔라리움에서 서림파 신하들과 만나고, 뇌성귀의 투항 소식을 듣는다. 시즈일행이 빌라델비아 지하 수로를 찾아 들어 간다. 시아 헤드마르크(뇌성귀)이 나머지 오성왕들에게 죽는다. 오성왕 빈테르쇠르그, 다니엘 후레드릭손, 샤그라 마르크룬드가 죽는다. 독약왕이 빌라델비아 한가운데에서 삼절오부의 독에 걸린 캐럿을 인질로 붙잡고 난동을 부리다가 캐럿과 함께 죽는다. 피치와 텐지, 마리아와 엘류어드가 각각 화해한다. 아이가 마리아와 엘류어드의 이야기 하는 걸 엿듣는다. 바아라에 있던 절대선의 육제가 피눈물을 흘리고 그 광경을 비요른과 엘리자베스가 지켜 본다. |
| 740년     | 6월 22일                                                                                 | 시즈일행이 콘스텔라리움으로 가는 도중 후문 근처에서 부상당한 병사를 만나 빌라델비아에 엠펜저가 있다는 전보를 듣고 빌라델비아로 돌아 간다. 그 사이에 엠펜저는 빌라델비아의 프리셀로나 군을 모두 쓰러 뜨린다. 시즈 들이 빌라델비아에 돌아와 엠펜저와 만나 싸워 이긴다. 엠펜저는 죽기 전에 봉인한 셀린의 기억을 풀어 준다. |
| 740년     | 9월 9일                                                                                  | 괴노인이 엠펜저를 없애고 시즈 들을 텔리포트로 나자렛으로 옮기고는 일곱 사도를 소환한다. 사도들은 마르튀니와 메르헴, 타이니, 앙스베르스 들을 부수고 바렌시아 대륙 인류 약 1/3이 죽는다. 시즈 들이 메르헴까지 왔다가 다시 콘스텔라리움으로 가던 중에 어떤 노인에게 옥새를 받고, 그 옥새로 콘스텔라리움 지하 워프장치를 작동시켜 방주(악튜러스)로 워프한다. 고대인의 방주가 이륙한다. 시즈일행이 방주에서 핵무기는 봉인됐다고 적혀 있는 문서를 확인하고 나가다가 방주 입구에서 엘리자베스 들과 만난다. 셀린은 엘리자베스와 함께할 뜻이 없다고 하고, 엘리자베스는 다시 돌아간다. 시즈 들이 에덴으로 텔리포트하고, 방주(악튜러스)는 지상과 충돌한다. 자크 드 모레이와 함께 방주에 남아 있던 프리셀로나군은 죽었을 것이다. 시즈 들이 에덴의 지하보도에서 비요른과 두 번 싸워 이기고, 비요른을 죽인다. 시즈 들이 엘리자베스 바소리와 싸운다. 지고 있던 엘리자베스 바소리는 아흐리만을 소환하지만 아흐리만도 진다. 시즈 플레어가 여자가 된다. 셀린이 시즈 들한테서 달아나고 스스로 봉인한다. |
| 날짜 모름 | 날짜 모름                                                                                | 라비아가 누군가과 같이 살기 시작한다. |
| 날짜 모름 | 날짜 모름                                                                                | 데릭 플레어가 죽는다. |
| 날짜 모름 | 날짜 모름                                                                                | 카를 페트라르카가 다시 제위에 오른다. |
| 날짜 모름 | 날짜 모름                                                                                | 엘류어드와 마리아가 나자렛에서 만난다. |
| 날짜 모름 | 날짜 모름                                                                                | 카를 황제가 빌라델비아에 구호품을 보낸다. |
| 날짜 모름 | 날짜 모름                                                                                | 위스텐 크로이체르가 제국에서 기사 작위를 받는다. |
| 날짜 모름 | 날짜 모름                                                                                | 카자마가 재혼한다. |
| 날짜 모름 | 날짜 모름                                                                                | 슈가 공화국의 대통령이 된다. |
| 날짜 모름 | 날짜 모름                                                                                | 그노이 에스마이크가 사데의 고아원을 찾아온다. |
| 날짜 모름 | 날짜 모름                                                                                | 아이와 시즈가 라그니 마을로 돌아와서 산다. |

## 그 외
베르가모의 점쟁이에게서 게임이 끝난 다음 이야기를 들을 수 있다.